# Hydropsyche bulgaromanorum
Hydropsyche bulgaromanorum là một loài Trichoptera trong họ Hydropsychidae. Chúng phân bố ở miền Cổ bắc.